# Lill-Rörtjärnen, Ångermanland
Lill-Rörtjärnen är en sjö i Sollefteå kommun i Ångermanland och ingår i Ångermanälvens huvudavrinningsområde.